# Слюсарево (Одесская область)
Слюсарево (укр. Слюсареве) — село, относится к Савранскому району Одесской области Украины.
Население по переписи 2001 года составляло 497 человек. Почтовый индекс — 66222. Телефонный код — 4865. Занимает площадь 1,45 км². Код КОАТУУ — 5124380903.
В селе родился Герой Советского Союза Панасюк, Владимир Харитонович,
 а также Шкрабак, Владимир Степанович.
Имеется завод-цех [ООО «Саврань – 1»] по розливу минеральных вод источников месторождения «Огруд» [под названием «Савранская» (Савранська джерельна)].